# Cherax destructor
Cherax destructor е вид десетоного от семейство Parastacidae. Видът е уязвим и сериозно застрашен от изчезване.

## Разпространение
Разпространен е в Австралия.